# Mohamed Muiz ud-din
Mohamed Mu'iz ud-din Iszkander ibni al-Marhum Sah Gázi al-Hasszán 'Izz ud-din a Maldív-szigetek szultánja 1774 és 1779 között. Úgy lett szultán, hogy az unokatestvére lemondott. Úgy is ismert, mint Kalhu Bandárain. 1779. szeptember 13-án halt meg Maléban és I. Hasszán Núradín követte a trónon.

## Fordítás
Ez a szócikk részben vagy egészben  a   Muhammad Mu'iz ud-din című angol Wikipédia-szócikk ezen változatának fordításán alapul.  Az eredeti cikk szerkesztőit annak laptörténete sorolja fel. Ez a jelzés csupán a megfogalmazás eredetét és a szerzői jogokat jelzi, nem szolgál a cikkben szereplő információk forrásmegjelöléseként.